# 勐先镇
勐先镇，是中华人民共和国云南省普洱市宁洱哈尼族彝族自治县下辖的一个乡镇级行政单位。
2012年12月28日，云南省人民政府批复同意撤销勐先乡，设立勐先镇。

## 行政区划
勐先镇下辖以下地区：
和平村、上寺村、边区村、先胜村、谦乐村、安宁村、黄寨村、黑泥箐村、宣德村、雅鹿村和竹山村。

## 中国传统村落
2013年8月，蚌扎村、上宣德村被评为第二批中国传统村落。